# Deutscher Imkerbund
Der Deutsche Imkerbund e. V. (D.I.B.) ist der Dachverband der ihm zugehörigen deutschen Imker-Landesverbände mit Sitz in Wachtberg-Villip. Sein Zweck ist die Förderung der Honigbiene und die Vermarktung des einheimischen Honigs unter der Marke Echter Deutscher Honig. Im Jahre 2019 gehörten dem Verband über imkerliche Orts-, Kreis- und Landesverbände 127.253 Imker mit rund 851.000 Bienenvölkern an.

## Aufgaben
Der eingetragene Verein ist Dienstleister für alle Imker in Deutschland. Laut seiner Satzung besteht seine Aufgabe die Bienenhaltung zu fördern und zu verbreiten, damit durch die Bestäubungstätigkeit der Honigbiene an Wild- und Kulturpflanzen eine artenreiche Natur erhalten bleibt. Der Verein vertritt als Dachorganisation imkerliche Interessen auf der politische Ebene, präsentiert die Imkerei in der Öffentlichkeit, fördert den Absatz des deutschen Honigs unter der Verbandsmarke Echter Deutscher Honig und überwacht die Honigqualität von Honig, der unter dieser Marke vertrieben wird. Die Tätigkeit der einzelnen Imker unterstützt der Verband durch Beratung zur Honiggewinnung und -vermarktung, Fortbildung, Marktforschung, Bereitstellen von Werbe-, Verpackungs- und Informationsmaterial.

## Organisation

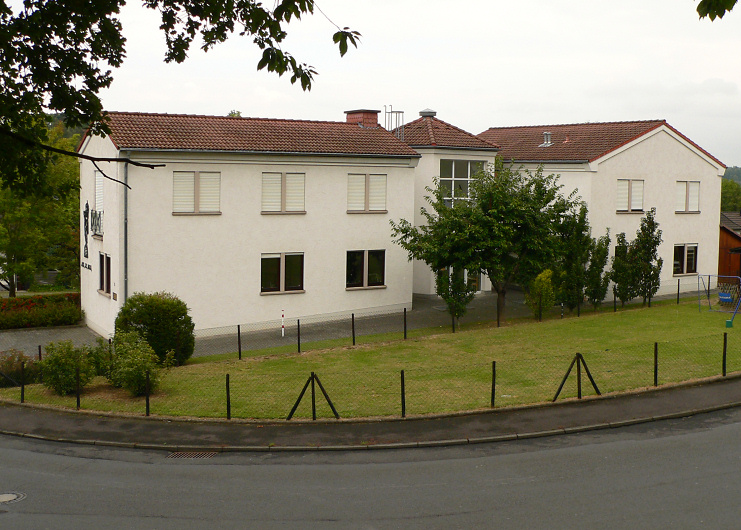
Haus des Imkers in Villip

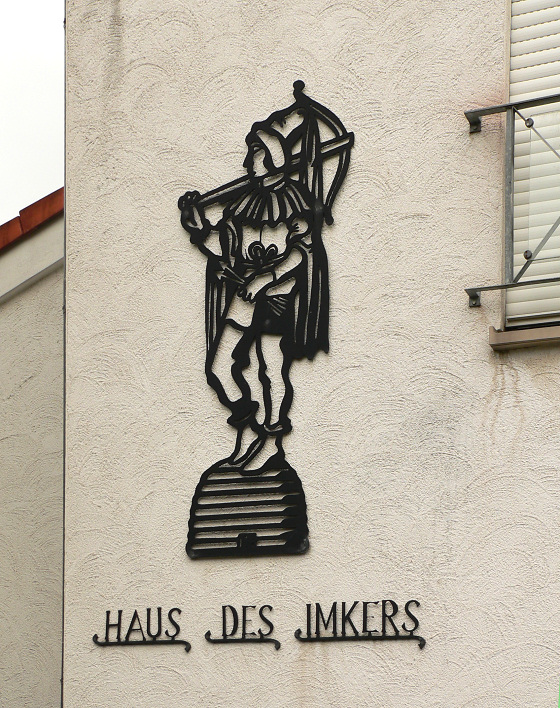
Zeidlerei am Verbandssitz in Villip

Die Organisation der deutschen Imker hat einen hierarchischen Aufbau. Die unterste Ebene bilden etwa 2500 Ortsvereine mit den einzelnen Imkern als Mitgliedern. Darüber steht ein Kreisimkerverein, der Mitglied des jeweiligen Imker-/Landesverbandes ist. Es gibt 19 Landesverbände, die zum großen Teil mit den Bundesländern identisch sind:
- Imkerverband Berlin e. V.
- Imkerverband Hamburg e. V.
- Imkerverband Nassau e. V.
- Imkerverband Rheinland e. V.
- Imkerverband Rheinland-Pfalz e. V.
- Imkerverband Sachsen-Anhalt e. V.
- Landesverband Badischer Imker e. V.
- Landesverband Bayerischer Imker e. V.
- Landesverband Brandenburgischer Imker e. V.
- Landesverband der Imker Mecklenburg-Vorpommern e. V.
- Landesverband der Imker Weser-Ems e. V.
- Landesverband der Thüringer Imker e. V.
- Landesverband Hannoverscher Imker e. V.
- Landesverband Hessischer Imker e. V.
- Landesverband Saarländischer Imker e. V.
- Landesverband Sächsischer Imker e. V.
- Landesverband Schleswig-Holsteinischer und Hamburger Imker e. V.
- Landesverband Westfälischer und Lippischer Imker e. V.
- Landesverband Württembergischer Imker e. V.

Dachorganisation der Landesverbände ist der Deutsche Imkerbund. Ihm gehören die meisten organisierten Imker an, nach Schätzungen etwa 95 Prozent. Daneben gibt es auch einen eher kleinen Anteil von Personen, die Imkerei betreiben, ohne einem Imkerverein anzugehören.

## Geschichte
Wanderversammlungen und Zentralverein

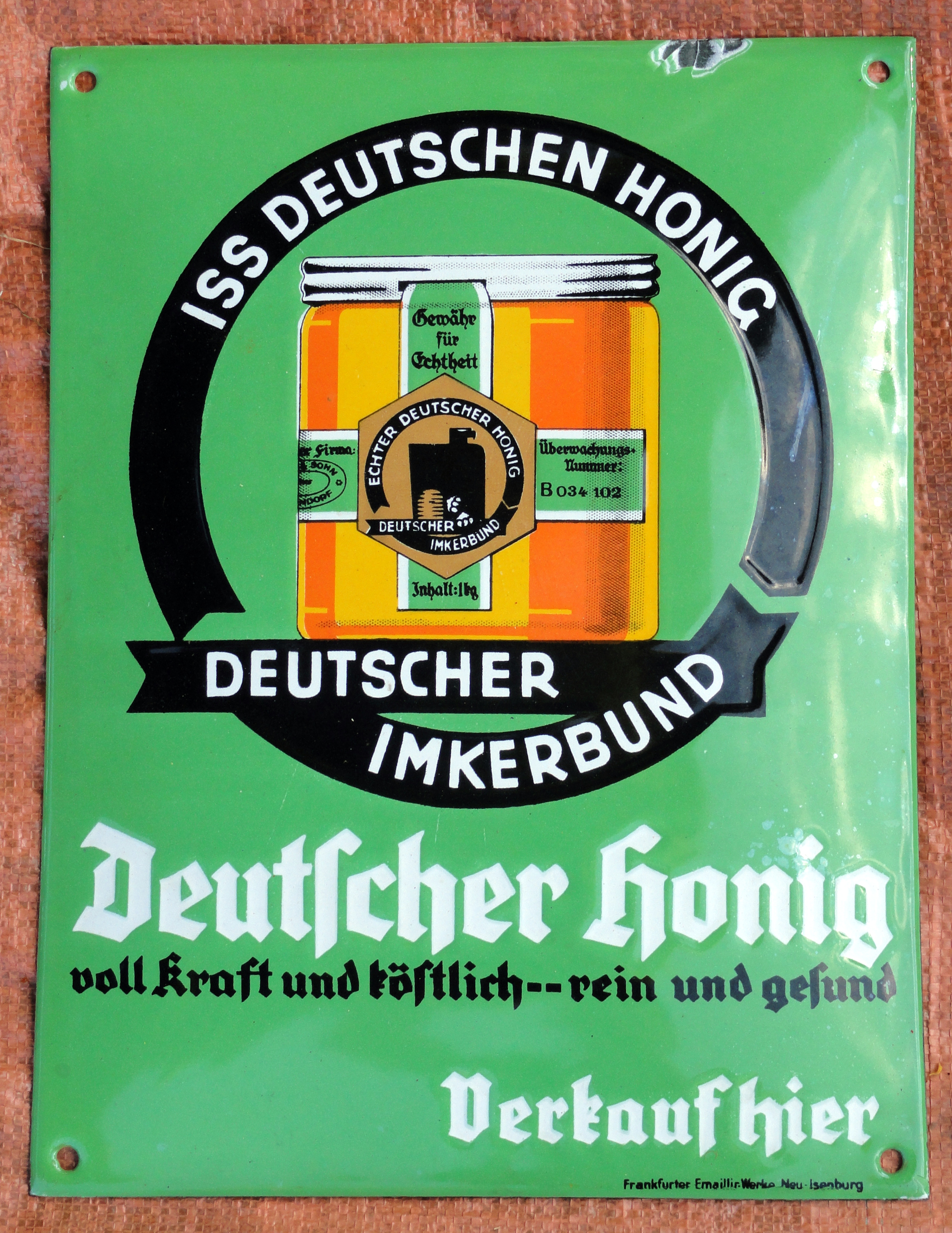
Älteres Werbeschild des Deutschen Imkerbundes für den Direktvertrieb

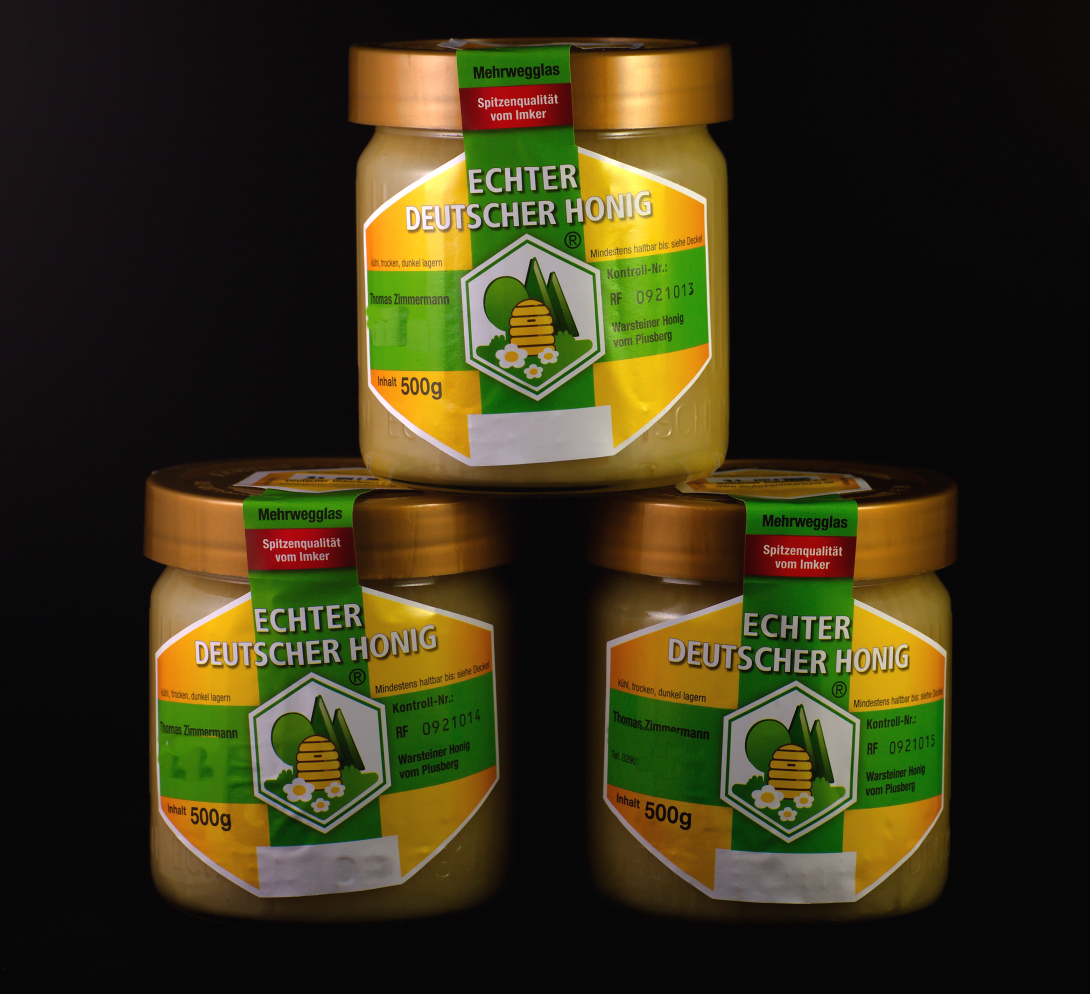
Honiggläser des DIB mit dem Markenzeichen Echter Deutscher Honig

Im Anfang gab es im deutschsprachigen Raum mehrere regionale Imkerorganisationen, die sich wegen ihrer periodischen Treffen als Wanderversammlungen bezeichneten. 1850 gründete sich die Wanderversammlung der deutschen Bienenwirte in Arnstadt. 1866 erfolgte die Umbenennung in Wanderversammlung der deutschen und österreichisch-ungarischen Bienenwirte. Aufgrund dieser Erweiterung beteiligte sich der Abt Gregor Mendel vom 12. bis 14. September 1871 an der Wanderversammlung in Kiel. Mendel fungierte als Obmannstellvertreter des Brünner Bienenzuchtvereins. Bei der 25. Wanderversammlung der Bienenwirte 1880 in Köln wurde der Deutsche bienenwirtschaftliche Zentralverein gegründet.
Deutscher Imkerbund und Vereinigung der Deutschen Imkerverbände
1907 bei einer zentralen Imkerversammlung in Frankfurt am Main erfolgt der Zusammenschluss mit anderen Vereinigungen zum Deutschen Imkerbund, dem zunächst 83.000 Imker angehörten. 1914 löste sich dieser wieder auf und es gründete sich die Vereinigung der Deutschen Imkerverbände (VDI), der 1922 fast 240.000 Imker angehörten. 1925 erfolgte unter der Präsidentschaft von Detlef Breiholz die Rückbenennung der VDI in Deutscher Imkerbund sowie die Annahme eines ersten Gestaltungsentwurfs für das Imker-Honigglas. Ab 1926 verwendeten die dem D.I.B. angeschlossenen Imker das Imker-Honigglas als sogenanntes Einheitsglas. Dadurch entstand die Verbandsmarke „Echter Deutscher Honig“.
Reichsfachgruppe Imker
Während der Zeit des Nationalsozialismus wurden die Imker, wie andere Kleintierzüchter auch, gleichgeschaltet. Aus örtlichen Imkervereinen wurden Ortsfachgruppen Imker, die im Deutschen Reich in der Reichsfachgruppe Imker zusammengeschlossen waren.
Nach dem Zweiten Weltkrieg
Nach dem Zweiten Weltkrieg erfolgte in den westlichen Besatzungszonen die Umbenennung in Deutscher Imkerbund (D.I.B.). In der DDR gehörten die Imker dem staatlich kontrollierten Zentralverband der Kleintierzüchter an. Die Zuchtpolitik des D.I.B. hatte entscheidenden Einfluss darauf, dass die Kärntner Biene (Carnica) als Neobiont in den Jahren nach dem Zweiten Weltkrieg im ganzen deutschsprachigen Raum verbreitet und dabei die einheimische Dunkle Europäische Biene durch Verdrängungszucht fast vollständig ausgerottet wurde. Die Geschäftsstelle des D.I.B. hat seit 1991 ihren Sitz im neu errichteten Haus des Imkers in Wachtberg-Villip, nachdem sie in Nürnberg, Syke und Bonn ansässig war. Der Deutsche Imkerbund veröffentlicht seine Nachrichten in den Imker-Fachzeitschriften Bienen&Natur, Deutsches Bienen-Journal, Die Neue Bienenzucht und in der Bienenpflege sowie im Mitglieder-Infoblatt D.I.B. AKTUELL.

## Persönlichkeiten (Auswahl)

### Präsidenten
- 1908–1912: Otto Sydow
- 1912–1922: August Frey
- 1922–1929: Detlef Breiholz
- 1929–1931: Gottfried Lupp
- 1931–1945: Karl Hans Kickhöffel
- 1933–1939: Karl Vetter (Bundesführer Reichsfachgruppe Imker)
- 1948–1959: Leonhard Birklein
- 1959–1965: Heinrich Denghausen
- 1965–1968: Wolfgang Fahr
- 1968–1983: Fridolin Gnädinger
- 1983–2004: Erich Schieferstein
- 2004–2005: Ekkehard Hülsmann
- 2005–2008: Anton Reck
- 2008–2019: Peter Maske
- seit 2019: Torsten Ellmann[2]

### Weitere bedeutende Mitglieder
- Georg-Heinrich Lehzen; „Vater“ des D.I.B. und dessen Ehrenvorsitzender[3]

## Kooperationen
2009 beteiligte sich der Deutsche Imkerbund als Kooperationspartner am Projekt Be(e) in contact! der Naturschutzjugend. Damit soll Imkernachwuchs gewonnen werden, indem Jugendliche, Jugendgruppen und Schulklassen dazu motiviert werden, mit der Imkerei zu beginnen. Der Deutsche Imkerbund ist Mitglied im Deutschen Bauernverband.